# Élections au Parlement de Galice de 2020
Les élections au Parlement de Galice de 2020 (en espagnol : elecciones al Parlamento de Galicia de 2020, en galicien : eleccións ao Parlamento de Galicia de 2020) se tiennent de manière anticipée le dimanche 12 juillet 2020, afin d'élire les 75 députés de la XIe législature du Parlement de Galice pour un mandat de quatre ans. Elles ont lieu le même jour que les élections au Parlement basque.
Initialement prévues pour le 5 avril 2020, les élections sont repoussées au 12 juillet suivant en raison de l'avancement de la pandémie de Covid-19.

## Contexte

### Élections galiciennes de 2016
Lors des élections du 25 septembre 2016, le Parti populaire (PP) du président de la Junte Alberto Núñez Feijóo s'impose avec une nouvelle majorité absolue en sièges, la seule à l'époque dans un Parlement espagnol. Avec 47,5 % des voix, il fait élire 41 députés sur 75. En tête dans les quatre provinces, il l'emporte dans ses fiefs traditionnels de la Galice rurale et intérieure, mais doit sa victoire au soutien obtenu dans les grandes villes, dont trois avaient basculé à gauche en mai 2015.
Deuxième, la coalition En Marea — formée par Podemos, Gauche unie (EU), Anova et les maires de La Corogne, Ferrol et Saint-Jacques-de-Compostelle — conduite par le magistrat Luís Villares (es) remporte 14 sièges, soit cinq de plus que l'Alternative galicienne de gauche (AGE), l'alliance entre Anova et EU constituée quatre ans auparavant. Si le Parti des socialistes de Galice-PSOE (PSdeG-PSOE) de Xoaquín Fernández Leiceaga (es) obtient le même nombre de députés, il se trouve devancé par En Marea en recueillant 17,9 %, contre 19 % à la candidature de Villares. Enfin, le Bloc nationaliste galicien (BNG), parti historique du nationalisme galicien de gauche emmené par Ana Pontón, est la dernière force à entrer au Parlement avec 8,3 % des suffrages et six sièges.
Núñez Feijóo reçoit l'investiture des députés pour un troisième mandat consécutif à la présidence de la Junte le 10 novembre suivant, par 41 voix pour et 34 voix contre, l'ensemble de l'opposition ayant rejeté son maintien au pouvoir.

### Élections de 2019
Le 8 octobre 2017, le PSdeG-PSOE organise ses élections primaires afin d'élire son nouveau secrétaire général. Gonzalo Caballero, proche du dirigeant national Pedro Sánchez, l'emporte avec 58 % des voix sur le député Juan Díaz Villoslada. Il met ainsi un terme à 19 mois de gestion par une direction provisoire, formée à la suite de la démission de José Ramón Gómez Besteiro, du fait de sa mise en examen.

#### Premières élections générales

Le groupe En Marea se scinde en deux groupes distincts peu avant les élections générales d'avril 2019.

À deux mois des élections générales du 28 avril 2019, l'espace commun de la gauche radicale se rompt avec la prise de distance entre En Marea d'un côté, Podemos, Anova et la Gauche unie de l'autre. Villares annonce qu'En Marea se présentera seule, dénonçant qu'une coalition avec Podemos sous les auspices nationales d'Unidas Podemos empêcherait la constitution d'un groupe parlementaire distinct au Congrès des députés.
Lors du scrutin parlementaire, le Parti populaire (PP) perd, pour la première fois depuis 37 ans, la première place dans un processus électoral. Avec 27 % des suffrages exprimés, soit 14 points de moins qu'en 2016, il remporte neuf députés, contre dix au Parti socialiste ouvrier espagnol (PSOE). Les quatre derniers sièges sont répartis à part égale entre Ciudadanos et En Común-Unidas Podemos, coalition née du divorce entre les formations fondatrices d'En Marea. Le PSOE devance ainsi le PP d'environ 75 000 suffrages sur l'ensemble du territoire galicien.

#### Municipales et deuxièmes élections générales
Les élections municipales du 26 mai suivant confirment la renaissance du PSdeG-PSOE, donné pour mort quatre ans plus tôt, au détriment du PP. Bien qu'il vire en tête, il réunit seulement 33,3 % des voix, son plus bas historique. Les socialistes prennent l'avantage dans trois des sept plus grandes villes de la région, remportant une majorité des deux tiers à Vigo, la majorité relative à Saint-Jacques-de-Compostelle, La Corogne et Orense (dominée par le centre droit), étant par ailleurs capable de bâtir des majorités à Lugo et Ferrol, où le PP est premier. Le BNG confirme dans son fief de Pontevedra,.
Le Congrès des députés n'ayant pas investi de président du gouvernement dans les délais requis, de nouvelles élections générales sont convoquées le 10 novembre 2019. Le PP y retrouve sa position dominante avec 32 % des suffrages exprimés et 10 députés à Madrid, soit autant que le PSOE qui reflue légèrement avec 31,3 % des voix. En Común-Unidas Podemos reste la troisième force politique de la communauté autonome avec 12,3 % — en légère baisse — et deux élus, devançant le BNG dont les 8,1 % lui accordent un mandat au Congrès. Comme dans le reste du pays, Ciudadanos s'effondre avec à peine 4,3 %, soit sept points de moins qu'en avril, et perd ses deux sièges. Il est par ailleurs devancé par Vox, qui progresse de 3,5 points et totalise 7,8 % des suffrages.

#### Anticipation puis report des élections
Suivant le mouvement annoncé par le lehendakari Iñigo Urkullu quelques heures plus tôt, Alberto Núñez Feijóo réunit son conseil de gouvernement le 10 février 2020, préalable à la dissolution du Parlement, et annonce la convocation d'élections anticipées pour le 5 avril suivant. C'est la quatrième fois consécutive, après les élections de 2009, 2012 et 2016, que la Galice et le Pays basque fixent à la même date le renouvellement de leurs Parlements respectifs. La tenue du scrutin est cependant suspendue par Alberto Núñez Feijóo le 16 mars suivant, en raison de la proclamation de l'état d'alerte sur l'ensemble du territoire national pour faire face à la pandémie de Covid-19. Le président galicien indique le 18 mai que le scrutin est reconvoqué pour le 12 juillet.

## Mode de scrutin

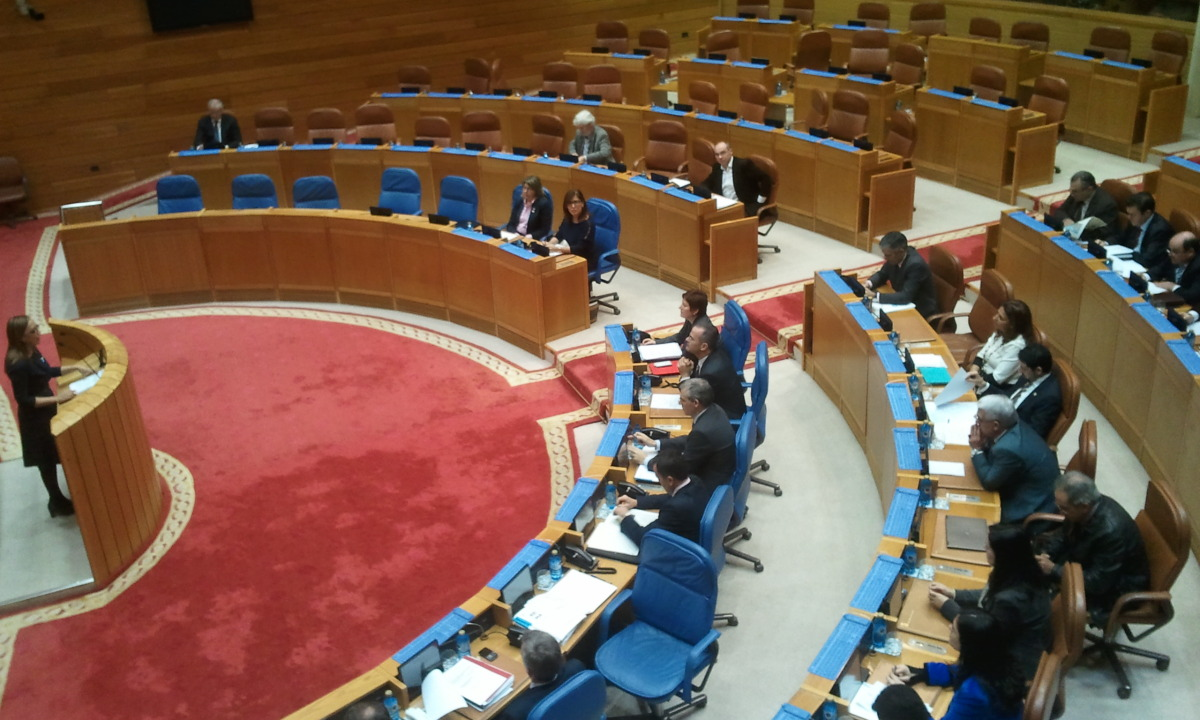
Hémicycle du Parlement de Galice.

Le Parlement de Galice (Parlamento de Galicia) est une assemblée parlementaire monocamérale constituée de 75 députés (diputados), élue pour une législature de quatre ans au suffrage universel direct selon les règles du scrutin proportionnel D'Hondt par l'ensemble des personnes résidant dans la communauté autonome où résidant momentanément à l'extérieur de celle-ci, si elles en font la demande.

### Convocation du scrutin
Conformément à l'article 11 du statut d'autonomie, le Parlement est élu pour un mandat de quatre ans. L'article 12 de la loi électorale galicienne du 13 août 1985 précise que les élections sont convoquées au moyen d'un décret du président de la Junte de Galice, publié au Journal officiel. La première disposition finale de cette même loi dispose que loi électorale relative au Congrès des députés s'applique pour tout ce qu'elle-même ne prévoit pas.

### Nombre de députés par circonscription
Puisque l'article 11 du statut d'autonomie ne prévoit aucun nombre minimal de députés, l'article 9 de la loi électorale indique que le nombre de parlementaires est fixé à 75 et attribue à chaque circonscription 10 sièges d'office, les 35 mandats restant étant distribués en fonction de la population provinciale. L'article 11 du statut énonce en effet que « Dans tous les cas, la province sera la circonscription électorale. ».
Le décret de convocation des élections, publié le 2 août 2016, dispose que les sièges sont répartis ainsi : 
| Circonscriptions | Députés | Carte                        |
| ---------------- | ------- | ---------------------------- |
| La Corogne       | 25      | Députés par circonscription. |
| Lugo             | 14      | Députés par circonscription. |
| Ourense          | 14      | Députés par circonscription. |
| Pontevedra       | 22      | Députés par circonscription. |

### Présentation des candidatures
Peuvent présenter des candidatures, : 
- les partis ou fédérations politiques enregistrées auprès du registre des associations politiques du ministère de l'Intérieur ;
  - ceux n'ayant pas obtenu de représentation lors du scrutin précédent doivent représenter au moins 0,1 % des inscrits ;
- les coalitions électorales de ces mêmes partis ou fédérations dûment constituées et inscrites auprès de la commission électorale au plus tard 10 jours après la convocation du scrutin ;
- et les électeurs de la circonscription, à condition de représenter au moins 1 % des inscrits.

### Répartition des sièges
Seules les listes ayant recueilli au moins 5 % des suffrages valides — ce qui inclut les bulletins blancs — dans une circonscription peuvent participer à la répartition des sièges à pourvoir dans cette circonscription, qui s'organise en suivant différentes étapes, : 
- les listes sont classées en une colonne par ordre décroissant du nombre de suffrages obtenus ;
- les suffrages de chaque liste sont divisés par 1, 2, 3... jusqu'au nombre de députés à élire afin de former un tableau ;
- les mandats sont attribués selon l'ordre décroissant des quotients ainsi obtenus.

Lorsque deux listes obtiennent un même quotient, le siège est attribué à celle qui a le plus grand nombre total de voix ; lorsque deux candidatures ont exactement le même nombre total de voix, l'égalité est résolue par tirage au sort et les suivantes de manière alternative.

## Campagne

### Forces politiques
| Force politique | Force politique                                                                   | Force politique | Chef de file                                 | Idéologie                                                                       | Résultat en 2016           |
| --------------- | --------------------------------------------------------------------------------- | --------------- | -------------------------------------------- | ------------------------------------------------------------------------------- | -------------------------- |
|                 | Parti populaire (es) Partido Popular                                              | PP              | Alberto Núñez Feijóo (Président de la Junte) | Centre droit à droite Libéral-conservatisme, démocratie chrétienne, galléguisme | 47,5 % des voix 41 députés |
|                 | Galicia en Común (fr) Galice en commun                                            | GeC             | Antonio Gómez-Reino                          | Gauche Socialisme démocratique, écologisme, nationalisme galicien               | 19,1 % des voix 14 députés |
|                 | Parti des socialistes de Galice-PSOE (gl) Partido dos Socialistas de Galicia-PSOE | PSdeG-PSOE      | Gonzalo Caballero (es)                       | Centre gauche Social-démocratie, progressisme, galléguisme                      | 17,9 % des voix 14 députés |
|                 | Bloc nationaliste galicien (gl) Bloque Nacionalista Galego                        | BNG             | Ana Pontón                                   | Gauche Nationalisme galicien, socialisme                                        | 8,3 % des voix 6 députés   |
|                 | Ciudadanos (fr) Citoyens                                                          | Cs              | Beatriz Pino (es)                            | Centre droit à droite Libéralisme, social-libéralisme, unionisme                | 3,4 % des voix 0 député    |
|                 | Vox                                                                               | Vox             | Non désigné                                  | Droite à extrême droite Centralisme, nationalisme espagnol, populisme de droite | Absent                     |

### Sondages
| Demandeur       | Date       | PP | PSOE | BNG | GeC | Vox | Cs | Autres |
| --------------- | ---------- | -- | ---- | --- | --- | --- | -- | ------ |
| Demandeur       | Date       |    |      |     |     |     |    |        |
| La Voz          | 27/01/2020 | 38 | 18   | 11  | 8   | 0   | 0  | 0      |
| El Confidencial | 16/02/2020 | 39 | 16   | 14  | 6   | 0   | 0  | 0      |
| ABC             | 17/02/2020 | 41 | 21   | 11  | 2   | 0   | 0  | 0      |
| PSOE            | 22/02/2020 | 37 | 20   | 14  | 4   | 0   | 0  | 0      |
| La Razón        | 23/02/2020 | 38 | 21   | 11  | 5   | 0   | 0  | 0      |
| La Voz          | 01/03/2020 | 39 | 15   | 13  | 8   | 0   | 0  | 0      |
| El Español      | 02/03/2020 | 37 | 20   | 9   | 8   | 1   | 0  | 0      |
| El Diario       | 03/03/2020 | 37 | 21   | 9   | 8   | 0   | 0  | 0      |

## Résultats

### Participation
| Taux de participation | En 2016 | En 2020 | Différence |
| --------------------- | ------- | ------- | ---------- |
| à 12 heures           | 15,01 % | 19,42 % | 4,41       |
| à 17 heures           | 42,49 % | 42,97 % | 0,48       |
| à 20 heures           | 63,76 % | 58,88 % | 4,88       |
| Final                 | 53,63 % | 48,97 % | 4,66       |

### Voix et sièges

#### Total régional
|                          |                                                         |           |       |       |        |               |  |  |  |
| Parti                    | Parti                                                   | Voix      | %     | +/-   | Sièges | +/-           |  |  |  |
|                          | Parti populaire (PP)                                    | 627 762   | 47,96 | 0,40  | 42     | 1             |  |  |  |
|                          | Bloc nationaliste galicien (BNG)                        | 311 340   | 23,79 | 15,46 | 19     | 13            |  |  |  |
|                          | Parti des socialistes de Galice-PSOE (PSdeG-PSOE)       | 253 750   | 19,39 | 1,52  | 14     | en stagnation |  |  |  |
|                          | Galicia en Común (GeC)                                  | 51 630    | 3,94  | 15,13 | 0      | 14            |  |  |  |
|                          | Vox                                                     | 26 797    | 2,05  | Nv    | 0      | en stagnation |  |  |  |
|                          | Ciudadanos (Cs)                                         | 9 840     | 0,75  | 2,63  | 0      | en stagnation |  |  |  |
|                          | Parti animaliste contre la maltraitance animale (PACMA) | 6 057     | 0,46  | 0,60  | 0      | en stagnation |  |  |  |
|                          | En Marea                                                | 2 883     | 0,22  | Nv    | 0      | en stagnation |  |  |  |
|                          | Recortes Cero-Grupo Verde (RC-GV)                       | 1 835     | 0,14  | 0,02  | 0      | en stagnation |  |  |  |
|                          | Autres partis                                           | 5 281     | 0,40  | –     | 0      | en stagnation |  |  |  |
|                          | Votes blancs                                            | 11 774    | 0,90  | 0,08  |        |               |  |  |  |
|                          |                                                         |           |       |       |        |               |  |  |  |
| Suffrages exprimés       | Suffrages exprimés                                      | 1 308 949 | 99,09 |       |        |               |  |  |  |
| Votes invalides          | Votes invalides                                         | 12 006    | 0,91  |       |        |               |  |  |  |
| Total                    | Total                                                   | 1 320 955 | 100   | –     | 75     | en stagnation |  |  |  |
| Abstentions              | Abstentions                                             | 1 376 535 | 48,97 |       |        |               |  |  |  |
| Inscrits / participation | Inscrits / participation                                | 2 697 490 | 51,03 |       |        |               |  |  |  |

#### Par circonscription
| Circonscription | Circonscription | La Corogne | La Corogne | La Corogne | La Corogne    | Lugo    | Lugo    | Lugo   | Lugo          | Ourense | Ourense | Ourense | Ourense       | Pontevedra | Pontevedra | Pontevedra | Pontevedra    |
| --------------- | --------------- | ---------- | ---------- | ---------- | ------------- | ------- | ------- | ------ | ------------- | ------- | ------- | ------- | ------------- | ---------- | ---------- | ---------- | ------------- |
|                 |                 |            |            |            |               |         |         |        |               |         |         |         |               |            |            |            |               |
| Sièges          | Sièges          | 25         | 25         | 25         | en stagnation | 14      | 14      | 14     | en stagnation | 14      | 14      | 14      | en stagnation | 22         | 22         | 22         | en stagnation |
|                 |                 |            |            |            |               |         |         |        |               |         |         |         |               |            |            |            |               |
|                 |                 | Nombre     | Nombre     | %          | %             | Nombre  | Nombre  | %      | %             | Nombre  | Nombre  | %       | %             | Nombre     | Nombre     | %          | %             |
| Inscrits        | Inscrits        | 1 088 064  | 1 088 064  | 100,00     | 100,00        | 342 983 | 342 983 | 100,00 | 100,00        | 359 256 | 359 256 | 100,00  | 100,00        | 907 187    | 907 187    | 100,00     | 100,00        |
| Abstentions     | Abstentions     | 548 068    | 548 068    | 50,37      | 50,37         | 177 417 | 177 417 | 51,73  | 51,73         | 201 476 | 201 476 | 56,08   | 56,08         | 449 574    | 449 574    | 49,56      | 49,56         |
| Votants         | Votants         | 539 996    | 539 996    | 49,63      | 49,63         | 165 566 | 165 566 | 48,27  | 48,27         | 157 780 | 157 780 | 43,92   | 43,92         | 457 613    | 457 613    | 50,44      | 50,44         |
| Nuls            | Nuls            | 4 321      | 4 321      | 0,80       | 0,80          | 2 189   | 2 189   | 1,32   | 1,32          | 1 437   | 1 437   | 0,91    | 0,91          | 4 059      | 4 059      | 0,89       | 0,89          |
| Exprimés        | Exprimés        | 535 675    | 535 675    | 99,20      | 99,20         | 163 377 | 163 377 | 98,68  | 98,68         | 156 343 | 156 343 | 99,09   | 99,09         | 453 554    | 453 554    | 99,11      | 99,11         |
|                 |                 |            |            |            |               |         |         |        |               |         |         |         |               |            |            |            |               |
| Partis          | Partis          | Voix       | %          | Sièges     | +/−           | Voix    | %       | Sièges | +/−           | Voix    | %       | Sièges  | +/−           | Voix       | %          | Sièges     | +/−           |
|                 | PP              | 263 293    | 49,15      | 14         | 1             | 89 266  | 54,64   | 9      | 1             | 83 016  | 53,10   | 8       | 1             | 192 187    | 42,37      | 11         | en stagnation |
|                 | BNG             | 133 144    | 24,86      | 7          | 5             | 35 178  | 21,53   | 3      | 2             | 31 117  | 19,90   | 3       | 2             | 111 901    | 24,67      | 6          | 4             |
|                 | PSdeG-PSOE      | 89 767     | 16,76      | 4          | 1             | 28 465  | 17,42   | 2      | 1             | 30 784  | 19,69   | 3       | 1             | 104 734    | 23,09      | 5          | 1             |
|                 | GeC             | 23 757     | 4,43       | 0          | 5             | 3 715   | 2,27    | 0      | 2             | 3 386   | 2,17    | 0       | 2             | 20 772     | 4,58       | 0          | 5             |
|                 | Vox             | 11 359     | 2,12       | 0          | en stagnation | 3 381   | 2,07    | 0      | en stagnation | 3 190   | 2,04    | 0       | en stagnation | 8 867      | 1,96       | 0          | en stagnation |
|                 | Cs              | 2 943      | 0,55       | 0          | en stagnation | 592     | 0,36    | 0      | en stagnation | 1 557   | 1,00    | 0       | en stagnation | 4 748      | 1,05       | 0          | en stagnation |
|                 | PACMA           | 2 503      | 0,47       | 0          | en stagnation | 529     | 0,32    | 0      | en stagnation | 556     | 0,36    | 0       | en stagnation | 2 459      | 0,54       | 0          | en stagnation |
|                 | En Marea        | 1 289      | 0,24       | 0          | en stagnation | 367     | 0,22    | 0      | en stagnation | 188     | 0,12    | 0       | en stagnation | 1 039      | 0,23       | 0          | en stagnation |
|                 | Autres          | 2 268      | 0,42       |            |               | 364     | 0,22    |        |               | 1 294   | 0,83    |         |               | 3 200      | 0,71       |            |               |
|                 | Blanc           | 5 352      | 1,00       | 1 520      | 0,93          | 1 255   | 0,80    | 3 647  | 0,80          |         |         |         |               |            |            |            |               |

### Analyse

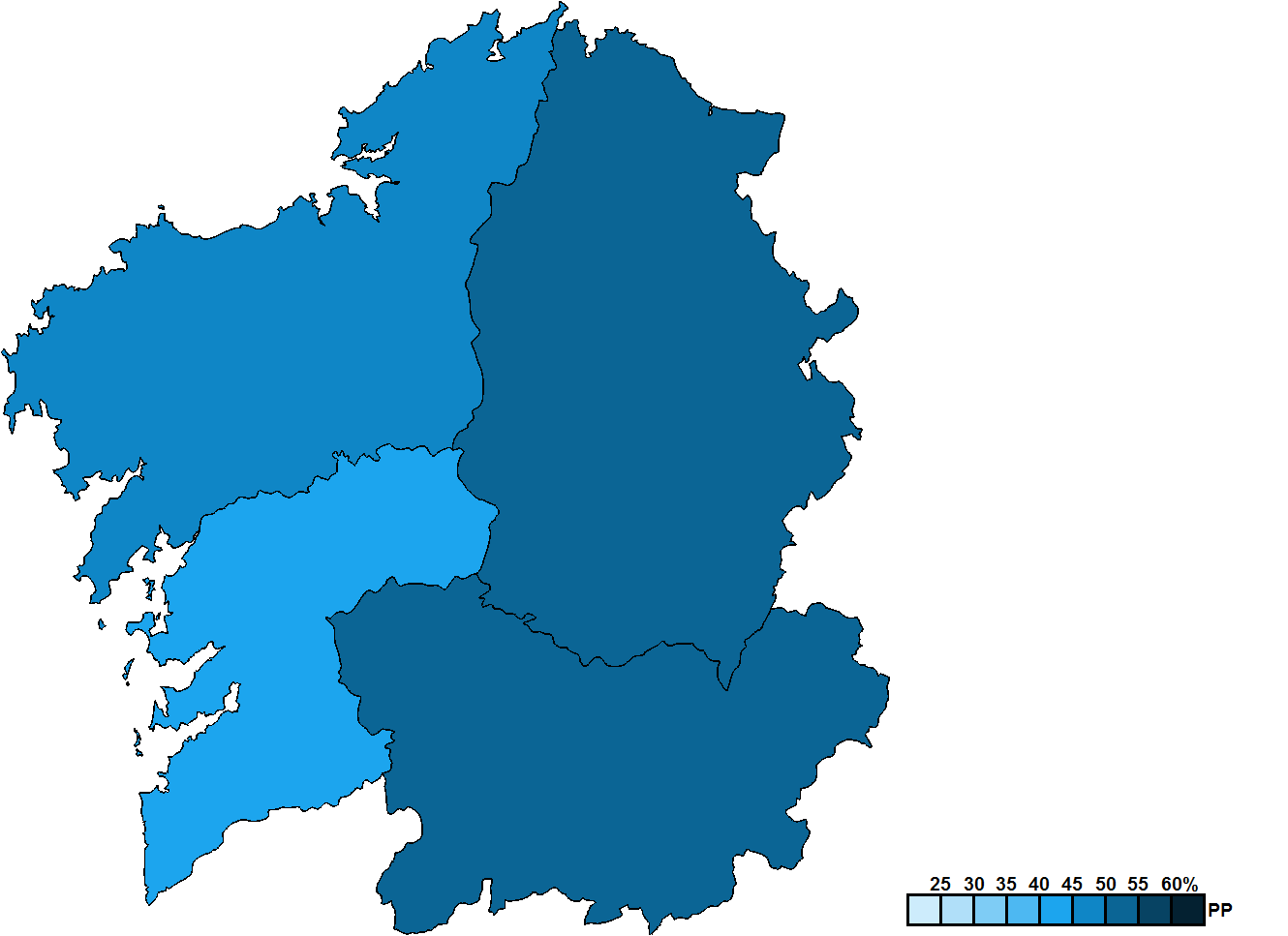
Parti arrivé en tête par circonscription et intensité de son score.

Les résultats marquent une nouvelle victoire pour le Parti populaire (PP) d'Alberto Núñez Feijóo, qui remporte sa quatrième majorité absolue en sièges consécutive, égalant le record de son mentor, Manuel Fraga. Alors qu'il avait accédé au pouvoir, en 2009, sur un programme tourné vers l'austérité et l'unionisme, il joue désormais une partition modérée, revendiquant l'identité régionale avant les sigles de son parti.
La deuxième place des forces politiques est ravie par le Bloc nationaliste galicien (BNG) d'Ana Pontón, qui devance ainsi le Parti socialiste (PSdeG-PSOE). La réussite du BNG s'appuie sur le renouvellement générationnel et programmatique, qui éloigne le parti d'une forme de dogmatisme issu des anciennes générations au profit de revendications plus inclusives et d'un discours plus audible par l'électorat populaire, le BNG privilégiant au global un propos social à des manifestations identitaires. Le PSdeG-PSOE ne capte donc pas la majorité de l'électorat progressiste qui se mobilise, échouant à capitaliser aussi bien sur les mesures prises par le gouvernement de Pedro Sánchez pour faire face à la pandémie, que l'effondrement de la gauche radicale.
Le succès du PP, qui concentre l'immense majorité de l'électorat de droite, empêche l'entrée au Parlement de Vox et Ciudadanos, tandis que la progression du (BNG) se fait au détriment de Galicia en Común (GeC), coalition forgée autour de Podemos, Esquerda Unida (EU) et Anova. GeC est également victime des divisions internes qui ont secoué En Marea au cours de la législature précédente.

### Conséquences
Le 3 septembre, Alberto Núñez Feijóo est réélu président de la Junte de Galice par le Parlement, avec les 42 voix favorables de son groupe parlementaire.